# ChemistrySelect
ChemistrySelect — рецензований науковий журнал, який публікує статті та літературні огляди з усіх галузей хімії та суміжних галузей.
Його публікує Wiley-VCH від імені Chemistry Europe, журнал є дочірнім виданням інших журналів, які видає Wiley-VCH, зокрема Angewandte Chemie та Chemistry - A European Journal. Журнал індексується в Science Citation Index Expanded та Scopus.
Відповідно до статистики Web of Science, у 2020 році журнал мав імпакт-фактор 2,109.

## сестринські журнали
ChemistrySelect є частиною Chemistry Europe, спільноти 16 хімічних товариств із 15 європейських країн. Вони публікують серію хімічних журналів, зокрема Chemistry – A European Journal, European Journal of Organic Chemistry, European Journal of Inorganic Chemistry, Chemistry — Methods, Batteries &amp; Supercaps, ChemBioChem, ChemCatChem, ChemElectroChem, ChemMedChem, ChemPhotoChem, ChemPhysChem, ChemPlusChem ChemSystemsChem і ChemistryOpen.